# Torneo FIRA 1937
El Torneo FIRA de 1937 (oficialmente FIRA Tournament 1937) fue la 2° edición del segundo torneo en importancia de rugby en Europa, luego del Torneo de las Seis Naciones.

## Resultados

### Cuartos de final
| 10 de octubre | Rumania | 42 - 5 | Países Bajos |  |  |

| 10 de octubre | Bélgica | 0 - 45 | Italia |  |  |

### Semifinales
| 14 de octubre | Alemania | 7 - 9 | Italia |  |  |

| 14 de octubre | Francia | 27 - 11 | Rumania |  |  |

### Definición 5° Puesto
| 15 de octubre | Bélgica | 20 - 3 | Países Bajos |  |  |

### Definición 3° Puesto
| 16 de octubre | Rumania | 3 - 30 | Alemania |  |  |

### Final
| 17 de octubre | Francia | 43 - 5 | Italia |  |  |

| Bandera de Francia |
| Campeón Francia    |
| Segundo título     |